# David D. Burns
David D. Burns (nacido el 19 de septiembre de 1942) es un psiquiatra estadounidense y profesor adjunto emérito en el Departamento de Psiquiatría y Ciencias del Comportamiento de la Facultad de Medicina de la Universidad de Stanford y autor de libros superventas como Sentirse bien: Una nueva terapia contra las depresiones, El manual de ejercicios de sentirse bien y Feeling Great: The Revolutionary New Treatment for Depression and anxiety. Burns popularizó la terapia cognitivo-conductual (TCC) de Albert Ellis y Aaron T. Beck cuando sus libros se convirtieron en superventas durante la década de 1980. En una entrevista de enero de 2021, Burns atribuyó su ascenso en popularidad y gran parte de su éxito a una aparición en 1988 en el conocido programa de entrevistas televisivo The Phil Donahue Show, al que fue invitado por la productora tras ayudar a su hijo adolescente con depresión.

## Primeros años y educación
El padre de Burns era un ministro luterano.
Burns recibió su bachiller en letras del Amherst College en 1964 y su título de Doctor en Medicina de la Escuela de Medicina de la Universidad de Stanford en 1970. Completó su formación de residencia en psiquiatría en 1974 en la Facultad de Medicina de la Universidad de Pensilvania y fue certificado por la Junta Estadounidense de Psiquiatría y Neurología en 1976. Burns es autor de numerosos estudios de investigación, capítulos de libros y libros. También da conferencias y realiza cada año muchos talleres de capacitación en psicoterapia para profesionales de la salud mental en los Estados Unidos y Canadá. Ha ganado muchos premios por su investigación y enseñanza, y ha sido nombrado "Profesor del Año" tres veces por las clases de estudiantes de psiquiatría que se graduaron en la Facultad de Medicina de la Universidad de Pensilvania.
Burns fue uno de los primeros alumnos de Aaron T. Beck, quien desarrolló la terapia cognitiva durante las décadas de 1960 y 1970. La terapia cognitiva también se basó en el trabajo pionero de Albert Ellis durante la década de 1950, quien popularizó la noción de que nuestros pensamientos y creencias crean nuestros estados de ánimo. Sin embargo, el concepto básico detrás de la terapia cognitiva se remonta al filósofo griego Epicteto. Hace casi 2000 años escribió que lo que a la gente le molesta no son las cosas, sino la opinión que tenemos de ellas. En otras palabras, nuestros pensamientos (o "cogniciones") crean todos nuestros sentimientos. Por lo tanto, cuando efectuamos cambios saludables en nuestra forma de pensar, experimentamos cambios positivos en la forma en la que nos sentimos.

## Investigación y práctica clínica

### Investigación sobre antidepresivos
Burns es crítico con la medicación antidepresiva existente. En investigaciones publicadas y en su blog, afirma que la mayoría de las investigaciones sobre antidepresivos están plagadas de sesgos a favor de los fármacos, entre ellos la falta de placebos activos en estudios con doble ciego, el uso de instrumentos de evaluación defectuosos como el HRSD, el registro no sistemático de efectos adversos, el uso de períodos de "lavado de placebo" para excluir a quienes respondieron al placebo, la publicación y envío de resultados selectivos, y los fuertes intereses económicos involucrados.
Citando también investigaciones de Irving Kirsch y otros, asegura que «los químicos llamados "antidepresivos" podrían, en realidad, tener pocos o ningún efecto antidepresivo más allá de sus efectos de placebo», y que sus efectos adversos, incluyendo comportamiento suicida, podrían subestimarse actualmente.

### Terapia TEAM
Burns desarrolló un nuevo enfoque a la psicoterapia llamado Terapia TEAM. TEAM es un acrónimo en inglés para Testing, Empathy, Assessment of Resistance and Methods (Prueba, Empatía, Evaluación de la Resistencia -anteriormente Establecimiento de Agenda- y Métodos). Estas son las herramientas básicas que separan la terapia TEAM de otras formas de terapia cognitivo-conductuales. TEAM aborda algunas de las deficiencias de la terapia cognitiva, y se basa en la noción de que la motivación influye en nuestros pensamientos, sentimientos y acciones tanto como nuestros pensamientos (o cogniciones). Burns afirma que se basa en al menos 15 escuelas de terapia y espera que el enfoque TEAM sea un avance tan revolucionario en la psicoterapia como lo fue la TCC hace décadas.

### Stanford
Burns forma parte del cuerpo docente voluntario de la Facultad de Medicina de la Universidad de Stanford, donde participa activamente en la investigación y en la formación. También se desempeñó como consultor estadístico para el nuevo Centro de Investigación Interdisciplinaria de Ciencias del Cerebro de Stanford. Además, ha hecho de profesor visitante en la Escuela de Medicina de Harvard y de jefe interino de psiquiatría en el Centro Médico Presbiteriano / Universidad de Pensilvania en Filadelfia.

### Escala de Depresión de Burns
La Escala de Depresión de Burns (BDC) es una escala de medición para la depresión con derechos de autor de Burns. La versión original de 1984 se trataba de una encuesta de 15 preguntas; la revisión de 1996 consta de 25 preguntas. Cada pregunta ha de responderse en el contexto de "durante la semana pasada, incluido hoy", y en una escala de 0 a 4, siendo 0 "nada" y 4 "extremadamente". Para Burns, el BDC reemplazó al Inventario de Depresión de Aaron Beck que apareció en la edición de 1980 de Feeling Good (Burns agradeció el permiso para reproducir este test).
Burns también ha desarrollado escalas breves para medir la depresión, los impulsos suicidas, la ansiedad, la ira y la satisfacción en las relaciones, así como escalas para evaluar la calidad de la eficacia terapéutica y la alianza entre terapeuta y paciente. Estos tests pueden ser completados por los pacientes y puntuados en menos de 15 segundos. Burns y sus compañeros piden a los pacientes que completen estos inventarios en la sala de espera justo antes y después de cada sesión de terapia, para que los terapeutas puedan ver cuánto ha progresado o no el paciente. Con base en esta información, los terapeutas pueden cambiar las estrategias si es necesario. Los pacientes también califican a los terapeutas en términos de calidez, empatía y amabilidad en la sala de espera después de cada sesión para que los terapeutas puedan ver con mucha mayor precisión cómo se sienten sus pacientes con respecto a ellos y la terapia.

## Premios y honores
- 1975: Ganador del Premio AE Bennett de Investigación Psiquiátrica Básica (Sociedad de Psiquiatría Biológica)
- 1991: Elogio del Senado del estado de Georgia "por contribuciones... ayudar a las personas a superar problemas emocionales... en tiempos de problemas y angustia". (Resolución Estatal 15 EX)
- 1995: Contribución Distinguida a la Psicología a través del Premio de Medios de la Asociación Estadounidense de Psicología Aplicada y Preventiva
- 1998, 2000 y 2002: Reconocimiento a la excelencia en la enseñanza (Premio al Profesor del Año de la Facultad Clínica), Departamento de Psiquiatría y Ciencias del Comportamiento, Facultad de Medicina de la Universidad de Stanford
- 2002: Premio a las contribuciones sobresalientes de la Asociación Nacional de Terapeutas Cognitivo-Conductuales, por "contribuciones y dedicación sobresalientes a la teoría y práctica de la psicoterapia cognitiva-conductual".

## Libros
- Burns, DD (1980). Sentirse bien: una nueva terapia contra las depresiones (prefacio de Aaron T. Beck). Nueva York: Wm. Morrow and Co. (tapa dura); Nueva Biblioteca Americana, 1981 (rústica). Revisado y actualizado, 1999. —ISBN 0-380-81033-6
- Burns, DD (1984). Intimate Connections. Nueva York: William Morrow and Co. (tapa dura); New American Library, 1985 (edición en rústica). —ISBN 0-451-14845-2
- Burns, DD (1989). Manual de ejercicios de sentirse bien . Nueva York: William Morrow and Co., (tapa dura); Plume, 1990 (libro en rústica comercial) Revisado y actualizado, 1999. —ISBN 0-452-28132-6
- Burns, DD (1993). Autoestima en diez días. Nueva York: Quill. 1999. Edición revisada. —ISBN 0-688-09455-4
- Burns, DD (1993). Ten Days to Self-Esteem: The Leader's Manual. Nueva York: Quill. —ISBN 0-688-12708-8
- Burns, DD (1995). Therapist's Toolkit: Comprehensive Treatment and Assessment Tools for the Mental Health Professional. Filadelfia: Autor. Actualizado en 1997 y 2006.
- Burns, DD (2002). Let's Get Started. Alexandria: Time-Life Inc.
- Burns, DD (2002). Fifty Ways to Untwist Your Thinking. Alexandria: Time-Life Inc.
- Burns, DD (2002). Selecting the Techniques that Will Work for You. Alexandria: Time-Life Inc.
- Burns, DD (2006). Adiós, ansiedad: Cómo superar la timidez, los miedos, las fobias y las situaciones de pánico. Nueva York: Morgan Road Books. —ISBN 0-7679-2071-6
- Burns, DD (2008). Sentirse Bien en Pareja. Nueva York: Broadway Books. –ISBN 978-0-7679-2070-4
- Burns, DD (2020). Feeling Great: The Revolutionary New Treatment for Depression and Anxiety. Wisconsin: PESI Publishing & Media. – (tapa dura) ISBN 9781683732884 – (libro electrónico) ISBN 9781683732891

## Audio
- Burns, DD (2006). When Panic Attacks: The New, Drug-Free Anxiety Treatment That Can Change Your Life (CD). HarperAudio, 2006. –ISBN 0-06-057710-X